# Melanthera
Die Pflanzengattung Melanthera gehört zur Unterfamilie der Asteroideae innerhalb der Familie der Korbblütler (Asteraceae).

## Beschreibung

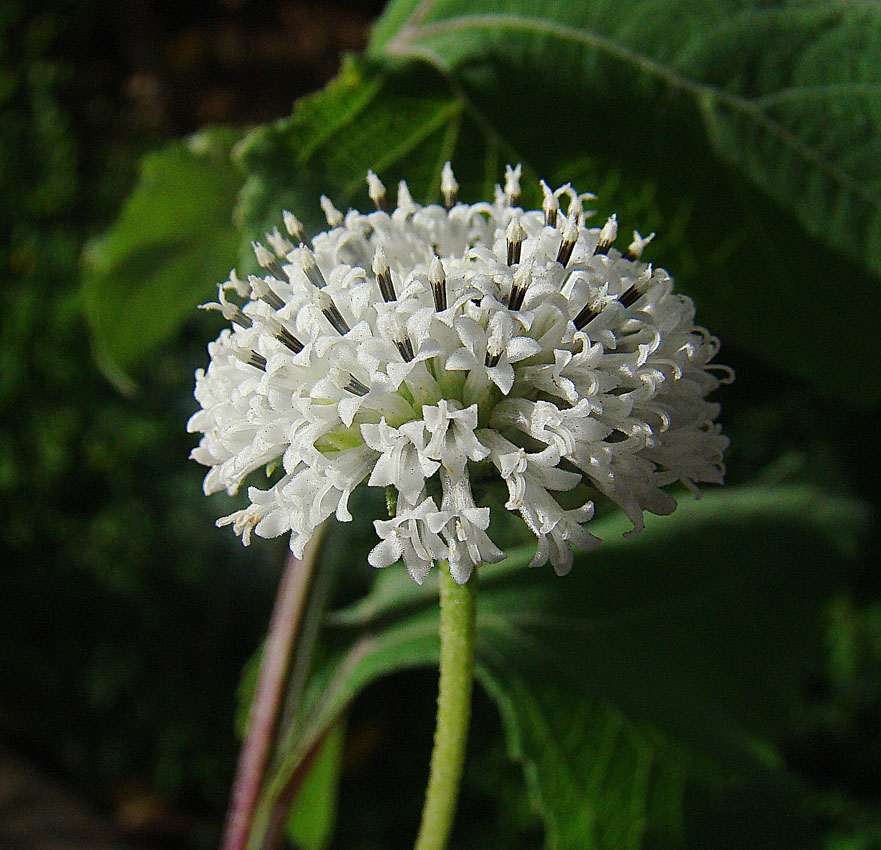
Blütenkorb von Melanthera nivea

### Vegetative Merkmale
Melanthera-Arten sind ausdauernde krautige Pflanzen bis Halbsträucher, das bedeutet manchmal verholzen die Sprossachsen etwas an der Basis. Sie erreichen je nach Art Wuchshöhen 30 bis zu 220 Zentimetern. Die aufrechten, ausgebreiteten bis kriechenden Stängel sind auf der ganzen Länge verzweigt und mehr oder weniger vierkantig.
Die gegenständig an der Sprossachse verteilt angeordneten Laubblätter sind in Blattstiel und Blattspreite gegliedert. Bei manchen Arten ist der Blattstiel sehr kurz. Die einfachen Blattspreiten sind meist lanzettlich-elliptisch, linealisch, verkehrt-lanzettlich, eiförmig-elliptisch oder eiförmig, manchmal deltaförmig bis dreilappig. Die Spreitenbasis ist keilförmig bis gestutzt, manchmal spießförmig oder mit vorwärtsgerichteten basalen Blattlappen. Die Blattränder sind gekerbt oder (oft unregelmäßig) gesägt. Die Blattflächen sind meist rau borstig behaart und verkahlen manchmal. Es sind meist drei Hauptnerven vorhanden.

### Generative Merkmale
Die körbchenförmigen Blütenstände stehen einzeln oder in locker verzweigten, schirmtraubigen Gesamtblütenständen.
Die Blütenkörbe sind scheibenförmig. Die Hüllen (Involucrum) sind bei Durchmessern von 6 bis 20 Millimetern mehr oder weniger halbkugelig und enthalten in zwei oder drei Reihen 8 bis 16 haltbaren Hüllblätter. Die in Form und Größe fast gleichen bis stark verschiedenen Hüllblätter sind meist eiförmig bis lanzettlich mit bleicher Basis und meist mehr oder weniger stachelspitzigen oberen krautigen Enden; es können grünen Nerven vorhanden sein. Die Blütenstandsböden sind flach bis konvex oder konvex-halbkugelig. Die Spreublätter sind verkehrt-lanzettlich, längsgefaltet, stachelspitzig, aufrecht oder ausgebreitet bis zurückgekrümmt. Die Blütenkörbe enthalten keine oder 8 bis 15 Zungenblüten und 20 bis über 100 Röhrenblüten. Die zwittrigen, fertilen Röhrenblüten (= Scheibenblüten) sind meist weiß oder hell bis leuchtend gelb mit fünf Kronzipfel. Ihre Kronröhre ist kürzer als der schmal-trichterförmige bis zylindrische Schlund und die fünf Kronzipfel sind mehr oder weniger dreieckig. Die Staubbeutel sind schwarz. Auf den zwei Griffelästen befinden sich zwei Linien mit Narbengewebe und die Anhängsel sind dreieckig sowie papillös.
Die selten drei- oder meist vierkantigen Achänen sind mehr oder weniger braun und verkehrt-pyramidal. Die nicht oder etwas abgeflachten Achänen sind gerillt oder selten warzig, kahl. Der leicht abfallende Pappus besteht aus zwei bis zwölf bärtigen Borsten oder Grannen und.
Die Chromosomengrundzahl beträgt x = 15.

## Ökologie
Die Laubblätter von Melanthera-Arten werden von Rostpilze wie Uromyces columbianus und Uromyces martinii befallen.

## Systematik und Verbreitung
Die Gattung Melanthera wurde 1792 durch Julius Philip Benjamin von Rohr (1737–1793) in Skrifter af Naturhistorie-Selskabet, 2, 1, S. 213–214 aufgestellt. Der Gattungsname Melanthera setzt sich aus dem griechischen Wort melan für schwarz und dem lateinischen Wort anthera für Staubbeutel zusammen. Synonyme für Melanthera Rohr waren bis 2013: Wollastonia DC. ex Decne., Wedelia sect. Woollastonia F.Muell., Lipotriche R.Br., Wuerschmittia Sch.Bip. ex Walp., Wuerschmittia Sch.Bip. ex Hochst., Amellus P.Browne, Melananthera Michx., Psathurochaeta DC., Echinocephalum Gardner.
Die Gattung Melanthera gehört zur Subtribus Ecliptinae aus der Tribus Heliantheae in der Unterfamilie Asteroideae innerhalb der Familie der Asteraceae.
2013 bearbeitete Orchard den Wollastonia DC. ex Decne. / Melanthera Rohr / Wedelia Jacq. Gattungskomplex, dabei wurde der Umfang dieser Gattungen wesentlich geändert. Zur Gattung Melanthera gehörten vor 2013 etwa 30 Arten, die von Nordamerika (nur drei Arten) über Mexiko, Zentralamerika, auf Karibischen Inseln bis Südamerika und in Afrika, Asien sowie auf Pazifischen Inseln weitverbreitet sind.
Seit Orchard 2013 gehören zur Gattung Melanthera s. str. nur noch zwei Arten, die nur in der Neotropis vorkommen:
- Melanthera angustifolia A.Rich.: Sie kommt nur von Mexiko bis Guatemala, auf Kuba und Hispaniola vor.[8]
- Melanthera nivea (L.) Small (Syn.: Calea aspera Jacq., Melanthera aspera (Jacq.) Spreng., Melanthera molliuscula O.E.Schulz, Melanthera brevifolia O.E.Schulz, Melanthera crenata O.E.Schulz): Sie kommt in den zentralen bis südöstlichen Vereinigten Staaten, in Mexiko, auf zahlreichen Inseln der Karibik und im nördlichen und westlichen Südamerika vor.[4][8]

Alle Arten außerhalb der Neotropis wurden 2013 in andere Gattungen gestellt:
- Melanthera latifolia (Gardner) Cabrera → Echinocephalum latifolium Gardner: Sie ist die einzige Art der Gattung Echinocephalum Gardner und gedeiht in offenen Feuchtsannen in Paraguay und im zentralen, östlichen sowie südlichen Brasilien.[8]

- Melanthera abyssinica (Sch.Bip. ex A.Rich.) Vatke → Lipotriche abyssinica (Sch.Bip. ex Walp.) Orchard[8]
- Melanthera gambica Hutch. & Dalziel → Lipotriche gambica (Hutch. & Dalziel) Orchard[8]
- Melanthera pungens Oliv. & Hiern → Lipotriche pungens (Oliver & Hiern) Orchard[8]
- Melanthera scandens (Schumach. & Thonn.) Roberty: Sie kommt im tropischen bis südlichen Afrika und in Madagaskar vor.[4] → Lipotriche scandens (Schum. & Thonn.) Orchard[8] Es gibt drei Unterarten:
  - Lipotriche scandens subsp. dregei (DC.) Orchard[8]
  - Lipotriche scandens (Schum. & Thonn.) Orchard subsp. scandens[8]
  - Lipotriche scandens subsp. subsimplicifolia (Wild) Orchard[8]
- Melanthera triternata (Klatt) Wild → Lipotriche triternata (Klatt) Orchard[8]

- Melanthera biflora (L.) Wild: Sie kommt in Kenia, Tansania, Mosambik, Indien, Sri Lanka, Indonesien, Malaysia, Thailand, China, Taiwan, Japan, Australien, auf Fidschi, Samoa, den Föderierten Staaten von Mikronesien, den Cookinseln und den Marshallinseln vor.[4]  → Wollastonia biflora (L.) DC.:[8] Es gibt zwei Varietäten.
- Melanthera bryanii (Sherff) W.L.Wagner & H.Rob. → Wollastonia bryanii (Sherff) Orchard[8]
- Melanthera fauriei (H.Lév.) W.L.Wagner & H.Rob.: Dieser Endemit kommt in Hawaii nur im südlich-zentralen Kauai vor.[4] → Wollastonia fauriei H.Lév. Orchard[8]
- Melanthera integrifolia (Nutt.) W.L.Wagner & H.Rob.: Sie kommt in Hawaii vor.[4] → Wollastonia integrifolia (Nutt.) Orchard[8]
- Melanthera kamolensis (O.Deg. & Sherff) W.L.Wagner & H.Rob.: Dieser Endemit kommt in Hawaii nur im südöstlichen Maui vor.[4] → Wollastonia kamolensis (O.Deg. & Sherff) Orchard[8]
- Melanthera lavarum (Gaudich.) W.L.Wagner & H.Rob. → Wollastonia lavarum (Gaudich.) Orchard[8]
- Melanthera micrantha (Nutt.) W.L.Wagner & H.Rob.: Dieser Endemit kommt in Hawaii nur im südlichen Kauai vor.[4] → Wollastonia micrantha (Nutt.) Orchard Es gibt zwei Unterarten.[8]
- Melanthera perdita (Sherff) W.L.Wagner & H.Rob. → Wollastonia perdita (Sherff) Orchard[8]
- Melanthera populifolia (Sherff) W.L.Wagner & H.Rob. → Wollastonia populifolia (Sherff) Orchard[8]
- Melanthera remyi (A.Gray) W.L.Wagner & H.Rob. → Wollastonia remyi (A.Gray) Orchard[8]
- Melanthera subcordata (A.Gray) W.L.Wagner & H.Rob. → Wollastonia subcordata (A.Gray) Orchard[8]
- Melanthera tenuifolia (A.Gray) W.L.Wagner & H.Rob.: Dieser Endemit kommt in Hawaii nur im westlichen Oahu vor.[4] → Wollastonia tenuifolia (A.Gray) Orchard[8]
- Melanthera tenuis (O.Deg. & Sherff) W.L.Wagner & H.Rob. → Wollastonia tenuis (O.Deg. & Sherff) Orchard[8]
- Melanthera venosa (Sherff) W.L.Wagner & H.Rob.: Sie kommt in Hawaii vor.[4] → Wollastonia venosa (Sherff) Orchard[8]
- Melanthera waimeaensis (H.St.John) W.L.Wagner & H.Rob.: Dieser Endemit kommt in Hawaii nur in Kauai vor.[4] → Wollastonia waimeaensis (H.St.John) Orchard[8]

## Historische Literatur
- J. C. Parks: A revision of North American and Caribbean Melanthera (Compositae). In: Rhodora Volume 75, 1973, S. 169–210.